# Pierre Perrier (acteur)
Pour les articles homonymes, voir Pierre Perrier et Perrier.
Pierre Perrier est un acteur français, né le 9 août 1984 à Nogent-sur-Marne dans le Val-de-Marne.

## Biographie
Au début des années 2000, Pierre Perrier commence sa carrière en faisant de la figuration pour gagner son argent de poche. Il est remarqué par un agent qui l'envoie sur l'audition de Fred et son orchestre de Michaëla Watteaux. Il décroche le rôle et participe à l'épisode de la série diffusée sur TF1 en 2003.
En 2005, il joue dans Douches froides d'Antony Cordier. En 2006, il tourne Le Héros de la famille de Thierry Klifa, Harkis d'Alain Tasma et Chacun sa nuit de Jean-Marc Barr et Pascal Arnold. En 2007, il retrouve Lizzie Brocheré, sa partenaire de Chacun sa nuit, pour le court métrage Le Pardon d'Olivier Dahan, faisant partie de Love Stories, douze saynètes interactives publicitaires pour le site LOVE de Cartier. Au cours de l'été 2008, il rencontre Sébastien Lifshitz pour jouer dans son cinquième film : Plein sud.
En 2011, il tient, dans un autre film de Jean-Marc Barr et Pascal Arnold : American Translation, le rôle d'un jeune psychopathe bisexuel. Ce rôle lui permet d'être présélectionné (mais non nommé) pour le César du meilleur espoir masculin en 2012.
En 2012, il apparaît dans la série Les Revenants : il y incarne Simon, mort quelques heures avant son mariage dans des circonstances étranges et revenu dix ans plus tard.
En 2017, il incarne le flic ténébreux dans la série Le Tueur du lac, ainsi que sa suite Peur sur le lac en 2020. En 2022, il tient un des rôles principaux de la série L'Île prisonnière diffusée sur Salto.

## Filmographie

### Cinéma

#### Longs métrages
- 2005 : Douches froides d'Antony Cordier : Clément
- 2006 : Chacun sa nuit de Pascal Arnold et Jean-Marc Barr : Sébastien
- 2006 : Le Héros de la famille de Thierry Klifa : Raphaël
- 2009 : Plein sud de Sébastien Lifshitz : Jérémie
- 2011 : American Translation de Pascal Arnold et Jean-Marc Barr : Chris
- 2012 : The Whirlpool (it) d'Alvin Case : Victor
- 2012 : Chroniques sexuelles d'une famille d'aujourd'hui de Jean-Marc Barr et Pascal Arnold : Maxime
- 2012 : Le Weekend de Christopher Granier-Deferre : Vincent
- 2015 : Disparue en hiver de Christophe Lamotte : David
- 2016 : Arès de Jean-Patrick Benes : Boris
- 2017 : We Are Tourists d'O'ar Pali et Remy Bazerque : Hugo
- 2019 : Game for Motel Room d'Alvin Case : Burton
- 2020 : Louloute de Hubert Viel : Kévin adulte
- 2023 : Les Indociles de Jean Marc Barr : Félix

#### Courts métrages
- 2007 : Love Stories d'Olivier Dahan
- 2007 : Le Hobby de Nicolas Zappi : Vincent
- 2009 : Kisses from Paris d'Yvan Attal : l'amoureux
- 2013 : Tu te souviens de Virginie Schwartz : Victor
- 2015 : La Proposition de Sean Ellis : Alex
- 2019 : Amore de Loris de Oliveira

### Télévision

#### Téléfilms
- 2003 : Ciel d'asile de Philippe Bérenger : Louis
- 2006 : Harkis d'Alain Tasma : Jérôme
- 2007 : Les Cerfs-volants de Jérôme Cornuau : Bruno
- 2014 : Toi que j’aimais tant d'Olivier Langlois : Raphaël
- 2015 : Crime à Aigues-Mortes de Claude-Michel Rome : Louis de Fontbrune
- 2017 : Imposture de Julien Despaux : Paul Lafargue
- 2020 : Romance de Hervé Hadmar : Chris
- 2021 : Les Héritiers de Jean-Marc Brondolo : Stan
- 2024 : L'Enchanteur de Philippe Lefebvre : Paul Pavlowitch
- 2024 : La Fulgurée de Didier Bivel : Julien Eider
- 2024 : Des blessures invisibles de Sarah Marx : Raphaël[2]
- 2025 : Haut les cœurs d'Antoine Garceau : Victor
- 2025 : Un dimanche de chasse de Catherine Klein : Florian Cellier
- 2025 : Meurtres à... (collection) : Meurtres à Bussang  de Didier Bivel : Alexis

#### Séries télévisées
- 2003 : Fred et son orchestre (épisode Roméo et Juliette) : Romain
- 2004 : Madame le Proviseur : épisode 9.21 Outrage de Philippe Bérenger
- 2004 : Madame le Proviseur : épisode 9.22 La loi du silence de Philippe Bérenger
- 2005 : Faites comme chez vous ! (7 épisodes) : Thomas Bernady (épisodes 17 à 24)
- 2006 : SOS 18 (3 épisodes) : Romain
- 2007 : Section de recherches (saison 2, épisode 8) : Grandin, jeune
- 2010 : Clem : épisode 1.4 = C’est la rentrée ! : Mathieu Verdier, petit-ami de Clem
- 2011 : Clem : épisode 2.1 = La famille, c’est sacré : Mathieu Verdier, petit-ami de Clem
- 2012 : Les Revenants (mini-série en 8 épisodes, saison 1) de Fabrice Gobert : Simon Delaitre
- 2013 : Borgia (série télévisée) : Bertrand de Blois (saison 3, épisode 1)
- 2015 : Les Revenants (mini-série en 8 épisodes, saison 2) de Fabrice Gobert : Simon Delaitre
- 2016 : Capitaine Marleau (épisode 1.4 Brouillard en thalasso) de Josée Dayan : Clément Thibaut
- 2017 : Le Tueur du lac (mini-série en 8 épisodes) de Jérôme Cornuau : Mathias
- 2019 : Jeux d'influence (mini-série en 6 épisodes, saison 1) de Jean-Xavier de Lestrade : Romain Corso
- 2019 : Peur sur le lac (mini-série en 6 épisodes) de Jérôme Cornuau : Mathias Wéber
- 2020 : Romance (mini-série en 6 épisodes) de Hervé Hadmar : Chris
- 2022 : Jeux d'influence (mini-série en 6 épisodes, saison 2) de Jean-Xavier de Lestrade : Romain Corso
- 2023 : L'Île prisonnière (mini-série) d'Elsa Bennett et Hippolyte Dard : Alex
- 2023 : Sambre (mini-série) de Jean-Xavier de Lestrade : Luc Belfond (épisode 2)
- 2024 : Les Espions de la terreur (mini-série) de Rodolphe Tissot : commandant Alexandre Lebrun
- 2026 : Marie-Line, incognito d'Arnauld Mercadier : Renaud

### Clip
- 2013 : Matty Groves du groupe Moriarty